# دانيال دافيسون
دانيال دافيسون (بالإنجليزية: Daniel Davison)‏ هو موسيقي أمريكي، ولد في 28 يناير 1983 في دوغلاسفيل في الولايات المتحدة.

## وصلات خارجية
- دانيال دافيسون على موقع ميوزك برينز (الإنجليزية)
- دانيال دافيسون على موقع ديسكوغز (الإنجليزية)